# جوردن براون (لاعب كرة قدم أسترالي)
جوردن براون (بالإنجليزية: Jordan Brown)‏ (14 أغسطس 1996 في أستراليا - ) هو لاعب كرة قدم أسترالي في مركز الوسط. شارك مع منتخب أستراليا تحت 20 سنة لكرة القدم. أما مع النوادي، فقد لعب مع نادي ملبورن فيكتوري.

## وصلات خارجية
- جوردن براون على موقع قاعدة بيانات كرة القدم.إي يو (الإنجليزية)